# Fabien Gilot
Pour les articles homonymes, voir Gilot.
Fabien Pierre Aurélien Gilot, né le 27 avril 1984 à Denain (Nord), est un nageur français en activité, licencié au Cercle des nageurs de Marseille.
Spécialiste des épreuves de sprint en nage libre, il est un membre essentiel depuis 2003 du relais 4 × 100 mètres nage libre français avec lequel il est multiple médaillé mondial, olympique et européen. Il devient, le 29 juillet 2012, champion olympique du relais 4 × 100 mètres nage libre avec ses coéquipiers Amaury Leveaux, Clément Lefert et Yannick Agnel, quatre ans après la médaille d'argent du relais français dont Gilot était membre avec Amaury Leveaux, Frédérick Bousquet et Alain Bernard à Pékin. Il remporte en 2013 deux médailles d'or lors des mondiaux de Barcelone, avec les relais 4 × 100 mètres nage libre et 4 × 100 mètres quatre nages. Au total, avec les relais français, il est nonuple médaillé mondial et olympique et septuple médaillé européen (grand bassin). Il est aussi, en individuel, médaille de bronze sur 50 mètres nage libre lors des européens en grand bassin de Budapest en 2010, médaille d'argent sur 100 mètres nage libre lors des mondiaux en petit bassin de Dubaï en 2010 et médaille d'argent sur 100 mètres nage libre lors des européens en grand bassin de Berlin en 2014.

## Carrière

### Débuts et carrière junior
Né à Denain dans le Nord, Fabien Gilot passe sa jeunesse dans une cité difficile. Oubliant son quotidien dans la pratique du sport, il commence à pratiquer le water polo qui correspond bien selon lui à son tempérament. C'est dans la pratique de ce sport que ses qualités aquatiques sont décelées et qu'il est dirigé peu à peu vers la natation de compétition.
En 2000, il rejoint donc pour s'entrainer le Club des Vikings de Rouen, réputé pour avoir été celui de Stephan Caron. C'est avec cette structure qu'il découvre le haut niveau. Gilot s'impose très vite parmi les grands espoirs de la natation française en devenant notamment à Linz (Autriche) en 2002 double champion d'Europe junior du 100 mètres nage libre avec le chrono de 50 s 47 et du 200 mètres nage libre en 1 min 52 s 30.

### 2003-2004: première médaille mondiale et première qualification olympique
Gilot confirme dès la saison suivante en obtenant lors des Championnats de France de natation 2003 à Saint-Étienne sa sélection pour le relais 4 × 100 mètres nage libre engagé pour les mondiaux de Barcelone grâce à sa 6e place du 100 mètres nage libre et à son premier chrono sous les 50 s (49 s 97).
Lors des Championnats du monde de natation 2003 disputés à Barcelone (Espagne), Gilot fait partie avec Romain Barnier, Julien Sicot et Frédérick Bousquet du relais 4 × 100 m nage libre qui obtient sa première médaille internationale. Troisième relayeur de son équipe, le nageur de 19 ans effectue un parcours en 49 s 47 et passe le relais à Frédérick Bousquet en 6e position. Grâce au 2e chrono lancé de l'histoire en 47 s 03, Bousquet permet au relais d'accrocher le bronze et le record de France.
En 2004, Fabien Gilot nage peu et moins vite mais valide avec sa 5e place sur 100 mètres nage libre en 50 s 67 (50 s 07 en demies) aux championnats de France à Dunkerque, la sélection pour les Jeux olympiques avec le relais 4 × 100 mètres nage libre.
Il obtient lors des Championnats d'Europe de natation 2004 organisés en mai à Madrid (Espagne) avec ses coéquipiers du relais 4 × 100 mètres nage libre Amaury Leveaux, Germain Cayette et Julien Sicot la médaille de bronze avec un relais lancé en 49 s 18.
Lors des Jeux olympiques d'Athènes (Grèce), le relais composé de Romain Barnier, Julien Sicot, Gilot et Frédérick Bousquet, malgré un nouveau record de France, ne peut rien face aux relayeurs sud-africains emmenés par Roland Schoeman qui battent le record du monde ainsi qu'aux équipes qui composent le podium et terminent 7e.

### 2005: Année noire marquée par la non-qualification pour les mondiaux
L'année 2005 est relativement décevante pour Gilot. Malgré le fait qu'il bat son record personnel en séries du 100 mètres nage libre (49 s 85) lors des championnats de France 2005, il ne parvient pas à confirmer en finale en terminant 5e. Il ne se qualifie pour aucune épreuve des championnats du monde de Montréal (Canada), le relais 4 × 100 mètres nage libre ne se qualifiant pas non plus.

### 2006: Premiers faits d'armes hongrois et changement de climat à Marseille
En 2006, lors des championnats de France qualificatifs pour les Euros de Budapest disputés à Tours, Gilot termine tout d'abord 4e du 50 mètres nage libre en 22 s 82 loin de Frédérick Bousquet et d'Alain Bernard 22 s 30 et 22 s 32. Le jour suivant, il se qualifie pour sa première épreuve de niveau continental individuelle en terminant 2e d'un 100 mètres nage libre dominé par le prometteur Amaury Leveaux en 49 s 18. Il établit lors de cette course son record personnel sur la distance en 49 s 57. Sur 200 mètres nage libre, il est encore dominé par Leveaux qui bat le record de France en 1 min 48 s 10. Gilot qui ne réalise pas les minima européens se contente de son record personnel en 1 min 49 s 50.
Gilot participe deux mois plus tard, aux championnats d'Europe de Budapest (Hongrie) qui font aussi office de qualification pour les mondiaux 2007 qui auront lieu à Melbourne (Australie) en début d'année, en plein été austral.
Il entre en lice dès le premier jour avec ses coéquipiers du relais 4 × 100 mètres nage libre Alain Bernard, Grégory Mallet et Amaury Leveaux. Leader naturel à 22 ans d'un relais jeune au potentiel incontestable mais en construction, Gilot troisième partant, réalise un bon relais avec le deuxième chrono lancé des participants en 48 s 42 et lance Amaury Leveaux en tête. Mais le mulhousien parti avec 50 centièmes d'avance craque et ne parvient pas à contenir le retour de Filippo Magnini pour l'Italie et de Andrei Kapralov pour la Russie, le relais français terminant donc 3e.
Engagé 3 jours plus tard sur 100 mètres nage libre, les séries font office d'écueil pour les Français qui sont quatre à se disputer 2 places en demies. Fabien Gilot en 49 s 77 et Amaury Leveaux en 49 s 69 pourtant champions et vice-champions de France et dans les seize meilleurs des séries en font les frais au profit de Alain Bernard et Frédérick Bousquet.
En fin d'année, alors séduit par le projet de son ami Romain Barnier, Gilot décide de quitter le Club des Vikings de Rouen pour devenir licencié du cercle des nageurs de Marseille dans lequel il rejoint ses amis Grégory Mallet et Frédérick Bousquet ainsi que des nageurs talentueux comme William Meynard dans une structure jeune dont il loue l'état d'esprit familial et la solidarité qui correspondent parfaitement à son tempérament.

### 2007: Bronzé avec le relais à Melbourne et troisième français sous les 49 secondes
Auteur d'un bon début de saison qui le voit battre son record personnel sur 100 mètres nage libre en 49 s 10, Gilot participe en 2007 aux Championnats du monde de natation 2007 qui se disputent fin mars à Melbourne (Australie). Engagé sur relais 4 × 100 mètres nage libre dès le premier jour, dans lequel il lance le relais en 49 s 18, il obtient avec ses coéquipiers Frédérick Bousquet, Julien Sicot et Alain Bernard la médaille de bronze en abaissant la marque nationale derrière les États-Unis et l'Italie.
Engagé sur 200 mètres nage libre le jour suivant, Gilot échoue de peu avec le 19e temps des séries en 1 min 49 s 59.
En juin, lors des championnats de France disputés à Saint-Raphaël, Gilot ne peut rien faire sur 100 mètres nage libre contre Alain Bernard qui explose le record de France en 48 s 12 (alors deuxième performance de l'histoire). 2e de la course en 48 s 85, Gilot devient après Frédérick Bousquet et Alain Bernard, le troisième nageur français sous 49 s sur la distance. Le jour suivant Gilot au départ du relais 4 × 100 mètres nage libre avec son club de Marseille bat à nouveau son record personnel en 48 s 49

### 2008: Médaillé d'argent et recordman d'Europe avec le relais 4 ×100 mètresnage libre à Pékin
2008 qui est une année olympique marque un changement dans le monde de la natation avec l'arrivée des combinaisons de natation et notamment la LZR Racer de Speedo qui bousculent la hiérarchie sur bien des épreuves, le 100 mètres n'échappant pas à la règle.
Lors des Championnats d'Europe de natation 2008 disputés à Eindhoven, Gilot dispute le 100 mètres nage libre. Auteur du meilleur temps des séries du matin en 48 s 51, Gilot remporte sa demie en 48 s 68 et assiste quelques minutes plus tard au record du monde d'Alain Bernard en 47 s 60.
Le lendemain en finale, Gilot pourtant favori pour une médaille termine 4e en 48 s 83 loin d'Alain Bernard qui bat encore le record du monde en 47 s 50.
Un mois plus tard à la veille des championnats de France 2008 qui font office de sélections olympiques pour Pékin, Gilot déclare être contre les combinaisons mais ne pas vouloir mettre en péril quatre années de travail pour se faire finalement battre par une combinaison. Concluant par « On rentre dans le monde de Ferrari ».
Engagé le quatrième jour de compétition en finale d'un 100 mètres nage libre qui a vu en demies la plupart des nageurs abaisser substantiellement leurs records personnels, Gilot dominé par Alain Bernard (47 s 81), termine 2e en améliorant son record personnel, le faisant passer de 48 s 38 à 48 s 02. Ce chrono lui permettant de devenir le 5e performeur de tous les temps. Gilot toujours présent avec le relais tricolore mais qui peinait à s'illustrer en individuel avant ce championnat national obtient sa première qualification individuelle pour une grande compétition internationale. Il termine ces championnats par une 4e place sur 50 mètres nage libre en 22 s 33 non sans avoir battu son record personnel en demi-finales en 22 s 06.
Ses performances régulières sur 100 mètres nage libre combinées à celles d'Amaury Leveaux (48 s 38), Frédérick Bousquet (48 s 51) et du recordman du monde Alain Bernard (47 s 50) placent le relais français en position de grand favori pour les Jeux olympiques d'été de 2008.
Cette position est confortée le 19 juin 2008 par la victoire du relais français en finale de l'Open de Paris de natation qui bat à l'occasion le record d'Europe du 4 × 100 m nage libre.
Un mois plus tard à Pékin (Chine), lors du rendez-vous olympique, le même quatuor, récidive en abaissant la marque européenne de plus de quatre secondes lors de la finale du 4 × 100 m nage libre. Cependant, les Français subissent une lourde défaite face aux Américains emmenés par Michael Phelps, Garrett Weber-Gale, Cullen Jones et Jason Lezak qui battent le record du monde, les Français échouant à seulement huit centièmes. Lancé par Leveaux en 4e position à quatre dixièmes de la tête de course, Gilot fait jeu égal avec Weber-Gale (47 s 05 contre 47 s 02) et remet l'équipe de France en seconde position. Par la suite Bousquet fait la différence sur Jones et lance Bernard en tête qui ne peut rien contre le finish de Jason Lezak qui prend la vague de l'antibois et offre l'or aux États-Unis. Extrêmement déçu par cet échec, Gilot ne parvient pas à se remobiliser pour le 100 mètres nage libre en signant le moins bon temps des demi-finales loin de son niveau habituel.

### Fin 2008-2009: Recordman du monde à Rijeka, La Jaked vole la vedette et nouvelle médaille mondiale à Rome
Engagé en fin d'année sur les Championnats d'Europe de natation en petit bassin 2008 de Rijeka (Croatie), Il devient avec un chrono de 45 s 82 vice- champion d'Europe du 100 mètres nage libre dominé par son compatriote Amaury Leveaux qui bat le record du monde en 44 s 94. Cette médaille pour Gilot correspond à sa première en individuel, les autres ayant été remportées lors d'épreuves de relais. Sur les mêmes championnats, il fait partie avec Alain Bernard, Frédérick Bousquet et Amaury Leveaux du relais 4 × 50 mètres nage libre qui remporte le titre européen en abaissant le record du monde de plus de 3 secondes.
En avril 2009, Fabien Gilot participe aux championnats de France disputés à Montpellier. Au cœur d'une compétition marquée par l'utilisation des combinaisons 100% polyuréthane permettant à bon nombre de nageurs d'exploser leurs records personnels, Gilot qui était descendu pour la première fois de sa carrière sous les 48 secondes en demies (47 s 98) termine 5e du 100 mètres nage libre en 48 s 18 dans une épreuve qui a vu cinq nageurs passer en demie ou en finale sous la barre des 48,. Ce résultat permet à Gilot de se qualifier pour les mondiaux de Rome au titre du relais 4 × 100 mètres nage libre qui visera un premier titre mondial.
En fin de session, il termine 4e en établissant son record personnel (21 s 65) du 50 mètres nage libre dominé par Frédérick Bousquet qui s'offre le record du monde en 20 s 94.
Trois mois plus tard, lors des championnats du monde disputés à Rome (Italie), Gilot participe avec ses coéquipiers Alain Bernard, Grégory Mallet et Frédérick Bousquet au 4 × 100 mètres nage libre qui, favori pour l'or avec au départ cinq nageurs français comptant parmi les 10 meilleurs performeurs de la saison sur 100 mètres nage libre ne peut faire mieux que la médaille de bronze derrière les États-Unis et la Russie. Lançant le relais, Gilot bat son record personnel en 47 s 73 passant le relais en 2e position à Alain Bernard qui fait la différence et passe le relais en tête. Par la suite ni Mallet ni Bousquet ne peuvent contenir le retour des Américains et Russes. À l'issue de ce nouvel échec, un an après Pékin, Gilot essaie de relativiser « Ca n'est pas une désillusion. On est dans le brouhaha des combinaisons depuis un moment… c'est une année post olympique. On se remet chacun à son propre rythme. On a tous eu une année difficile. C'est difficile pour moi depuis janvier pour des raisons secondaires. Une médaille ici, pour la plupart, c'est pas si mal ».

### 2010: trois médailles européennes dont l'or du relais quatre nages et premier titre mondial en petit bassin
2010 est marquée par la fin de l'usage des combinaisons interdites dès le 1er janvier. Pour les hommes, seul le traditionnel maillot de bain est désormais autorisé.
Gilot se distingue lors des championnats de France disputés en avril à Saint-Raphaël en terminant 2e du 50 mètres nage libre en 21 s 97 derrière Frédérick Bousquet (21 s 71) et surtout en remportant son premier titre national individuel sur 100 mètres nage libre avec le chrono de 48 s 52 devançant Alain Bernard (49 s 04) et William Meynard (49 s 18). Malgré ce titre national, Gilot n'ayant pas réalisé pour cinq centièmes les minima chronométriques imposés par la fédération lors des séries n'obtient pas sa qualification individuelle sur la distance pour les Championnats d'Europe de natation 2010 de Budapest (Hongrie). Face à de nombreuses voix s'élevant contre ce qui pourrait s'apparenter à une injustice, Christian Donzé le directeur technique national se justifie arguant le fait que si un nageur est capable de nager si vite en finale, il est certainement aussi capable de nager suffisamment vite en série. Gilot bien que déçu entend respecter cette décision « J'ai fait une erreur en série. J'ai trop joué avec le feu. C'est dommage pour le 100 m de cet été. Il y a deux qualifiés et il y a des règles, je ne sais pas si la Fédération dérogera aux règles mais je n'y crois pas trop. C'est compliqué, je ne vois pas pourquoi elle dérogerait pour Fabien Gilot et pas pour d'autres ». Gilot quitte cependant Saint--Raphaël qualifié pour les relais ainsi que pour le 50 mètres nage libre des championnats d'Europe
Gilot fait impression lors de l'Open de Paris de natation deux mois plus tard en remportant le 100 mètres nage libre en 48 s 63 et en terminant 2e du 50 mètres nage libre avec le chrono de 21 s 83.
Début aout, aux championnats d'Europe de Budapest (Hongrie), Gilot participe avec Yannick Agnel, William Meynard et Alain Bernard au relais 4 × 100 mètres nage libre favori au départ et dont Gilot est premier relayeur. Il termine son relais en 48 s 47 à deux dixièmes du Russe Evgeny Lagunov (48 s 23). Par la suite, les Français ne parviennent pas à combler leur retard sur des Russes qui remportent le titre européen, les bleus devant se contenter comme souvent de la médaille d'argent. Il remporte le dernier jour de compétition la médaille de bronze du 50 mètres nage libre en 21 s 76. Course dominée par Frédérick Bousquet son compère du Cercle des nageurs de Marseille en 21 s 49. Une heure plus tard, il prend part avec ses coéquipiers Camille Lacourt, Hugues Duboscq et Frédérick Bousquet au relais 4 × 100 mètres quatre nages dont il conclut avec un chrono lancé de 47 s 35 une course maitrisée de bout en bout par les Français qui remportent avec deux secondes d'avance sur la Russie, le premier titre européen du relais quatre nages. Ce titre représente ainsi le premier pour Fabien Gilot en grand bassin qui au terme de cette journée riche déclare « En relais, j'avais à cœur de valider la progression de cette année. J'ai su à midi que je ferai la course (à la place d'Alain Bernard). On peut mettre des nageurs le matin, d'autres le soir. On est en train de devenir une grande nation. Je viens du 200 mètres donc progresser sur 50 mètres était vraiment significatif. Je commence à comprendre le 50 mètres, c'est bien pour le 100 mètres ».
Il dispute en fin d'année les Championnats du monde de natation en petit bassin 2010 de Dubaï (Qatar) ou auteur du 2e meilleur chrono de la saison (46 s 46) lors des championnats de France, il figure parmi les favoris du 100 mètres nage libre.
Le premier jour, il devient champion du monde avec ses équipiers Alain Bernard, Frédérick Bousquet et Yannick Agnel du 4 × 100 mètres nage libre devant la Russie et le Brésil, mettant fin à deux années de déceptions d'un relais souvent favori mais jamais médaillé d'or. Gilot est auteur durant son relais du 2e chrono lancé des participants en 45 s 75 et déclare après la course que cette victoire en relais représente le début d'une belle histoire et que venir gagner en petit bassin est une bonne chose car ils n'en sont pas spécialistes. Le lendemain, Gilot obtient une nouvelle médaille en bronze cette fois ci avec le relais 4 × 200 mètres nage libre et ses équipiers Yannick Agnel, Clément Lefert et Jérémy Stravius. À l'issue de la course, Gilot déclare croire à un relais jeune ayant un gros potentiel d'avenir. En fin de session, Gilot obtient sa première médaille individuelle au niveau mondial en remportant l'argent sur 100 mètres nage libre. Auteur d'un chrono de 45 s 97, il n'échoue qu'à vingt centièmes du grand favori brésilien Cesar Cielo Filho (45 s 74) à qui certains prédisaient un écart bien plus important sur le second. Gilot finit ces championnats heureux de ses performances en petit bassin trois mois après une fracture vertébrale consécutive à un accident de plongeon de falaise en Corse qui manqua de le laisser paralysé et l'obligea à retarder sa préparation. Se sentant plus mûr et à l'aise dans ses nouvelles méthodes de travail il déclare que ces performances sont encourageantes en vue des futures échéances en grand bassin.

### 2011: double médaillé à Shanghai en relais
En mars 2011, il remporte un nouveau titre national sur 100 mètres nage libre aux championnats de France de Strasbourg en réalisant la meilleure performance mondiale de l'année avec 48 s 34 dans une finale marquée par cinq nageurs sous les 49 secondes. Il est ainsi sélectionné pour les Mondiaux de Shanghai sur la distance tout comme William Meynard son compère d'entrainement à Marseille second en 48 s 57, Alain Bernard terminant 4e en 48 s 71. Durant la compétition, il termine aussi 3e du 50 mètres nage libre en 22 s 09 derrière Frédérick Bousquet (21 s 82) et Alain Bernard (21 s 98). Quelques semaines plus tard, l'Australien James Magnussen améliore la meilleure performance mondiale de l'année de Gilot en réalisant 48 s 29 lors des championnats d'Australie.
En juillet 2011, aux championnats du monde à Shanghai (Chine), il obtient une médaille d'argent avec le relais 4 × 100 mètres nage libre composé de William Meynard, Alain Bernard et Jérémy Stravius, devancé par le relais australien qui crée la surprise, porté par James Magnussen qui au départ de son relais nage le meilleur chrono textile de l'histoire en 47 s 49. Dernier relayeur de son équipe et lancé en 3e position à près de sept dixièmes du relayeur de tête Eamon Sullivan, Gilot ne parviendra pas malgré le meilleur chrono lancé de tous les participants à revenir échouant à quatorze centièmes. Il déclare après course, fataliste « Je ne suis pas satisfait de cette médaille d'argent car il y a une certaine forme de déception avec ce relais « maudit », qui peut toucher l'or et a toujours quelque chose qui ne va pas. Mais, autant à Pékin je l'avais vécu comme un drame, autant là je suis passé à autre chose. Magnussen a fait une belle course car il était placé à la ligne 2. Mais je peux le battre ». Trois jours plus tard, Gilot atteint sa première finale mondiale individuelle sur 100 mètres nage libre, qu'il conclura le lendemain à la 5e place non sans battre son record personnel en textile avec un chrono de 48 s 13, à treize centièmes de William Meynard médaillé de bronze mais loin de James Magnussen champion du monde en 47 s 63.
Le lendemain, il glane une seconde médaille d'argent encore en relais avec le 4 × 200 mètres nage libre composé de Yannick Agnel, Grégory Mallet et Jérémy Stravius, devancé par le relais américain emmené par Ryan Lochte et Michael Phelps. Dernier relayeur de l'équipe de France, et lancé à la surprise générale en tête par Jérémy Stravius, Gilot parviendra à contenir pendant 150 mètres le tout frais champion du monde Ryan Lochte avant de craquer sur la dernière longueur. Gilot conclut ces mondiaux satisfait en déclarant « Je l'ai fait avec plaisir, pour le relais. Nous avons longtemps fait vaciller les Américains. Ce relais restera dans les annales. Personnellement, deux médailles à des championnats du monde, c'est beau. Avec en plus une 5e place sur 100 m. J'y suis allé avec les tripes ».

### 2012: le sacre olympique du relais après quatre ans d'échecs
En 2012, l'année débute par les championnats de France qualificatifs pour les Jeux olympiques et disputés en mars à Dunkerque. Engagé dès le premier jour sur 50 mètres papillon, une épreuve qui ne sera pas nagée à Londres, il termine 3e en 23 s 72, constatant le retour en forme d'Amaury Leveaux toujours présent en année olympique et vainqueur en 23 s 65 devant Frédérick Bousquet (23 s 70). trois jours plus tard, en finale du 100 mètres nage libre, Gilot obtient sa qualification individuelle sur la distance pour Londres en terminant 2e. Auteur d'un chrono de 48 s 38, il ne peut rien faire face au retour de Yannick Agnel vainqueur en 48 s 02 mais assure l'essentiel en dominant Clément Lefert (48 s 64) et Amaury Leveaux (48 s 69) dans une course très dense qui voit Alain Bernard, champion olympique en titre prendre la 5e place en 48 s 97 alors qu'il avait nagé 48 s 61 la veille. Gilot en profite à l'issue de la course pour rendre un hommage appuyé au nageur antibois : « C'est probablement la course la plus dure que j'ai nagé jusqu'ici. J'ai énormément de respect pour Alain Bernard. Il a fait une très belle carrière jusqu'ici. Ces sélections sont dures, c'est un sport ingrat. Dans l'eau, je lui ai dit qu'on avait toujours un relais. Et même s'il y a des frictions, il y a énormément de respect et d'amour les uns pour les autres. C'est vraiment une compétition ingrate ». Le dernier jour de compétition, Gilot manque la qualification pour les jeux olympiques sur 50 mètres nage libre au terme d'une finale très serré dominé par Amaury Leveaux en 21 s 93 et qui voit l'élimination du favori Frédérick Bousquet 4e en 22 s 05, Gilot est devancé de seulement un centième par son jeune compère d'entrainement à Marseille Florent Manaudou 2e en 21 s 95.
En marge de l'Open de Paris de natation qui représente la dernière épreuve préparatoire aux jeux olympiques Fabien Gilot déclare à la presse que ces jeux représentent pour lui ceux de la maturité en plus d'affirmer sa soif de revanche par rapport au relais de Pékin dont il a mis longtemps à se remettre : « Ceux-là, ce sont les Jeux de la maturité pour moi et je compte bien ramener des médailles. En 2004, je regardais tout ce qui se passait autour avec les yeux écarquillés. À Pékin, j'étais arrivé avec la 3e performance mondiale de l'année, et je me suis fait sortir en demi-finale, la défaite du relais a aussi été très dure à encaisser, je n'ai pas su tout gérer. Là j'ai toutes les cartes en main ».
Deux mois plus tard, lors des Jeux olympiques de Londres, Gilot quatre ans après l'échec du relais français à Pekin face aux américains devient champion olympique du relais 4 × 100 mètres nage libre avec ses coéquipiers Amaury Leveaux, Yannick Agnel et Clément Lefert. 4e des séries du matin et face à l'Australie des deux très larges meilleurs performeurs de la saison James Magnussen (47 s 10) et James Roberts (47 s 63) ou aux États-Unis dont la maitrise des relais n'est plus à prouver, les français ne faisaient pas office de favoris mais ont tous réussis à élever leur niveau pour accrocher le relais américain jusqu'au bout et permettre à Yannick Agnel de passer Ryan Lochte sur les 25 derniers mètres et devancer ainsi sur le fil les États-Unis qui jusque-là avaient dominé toute la course. Auteur d'une bonne course en 47 s 67 face à Michael Phelps, Gilot présent sans jamais quitter le relais depuis près de dix ans et multiple médaillé mondial, continental et olympique au titre de ce relais 4 × 100 mètres nage libre, remporte ainsi à 28 ans le premier titre de sa carrière en grand bassin.
Il déclare à l'issue de la course « Ça donne des ailes, beaucoup de satisfaction, le sentiment du devoir accompli, d'être récompensé de toutes ces années où on perd à pas grand-chose, où on ne nous fait pas de cadeau, où on crache sur le 4 × 100 et aujourd'hui, on gagne la plus belle des médailles et ça, on ne pourra jamais nous le retirer. On savait très bien que ça allait se jouer à pas grand-chose. Ça fait des années qu'on est sur le 4 × 100 m, on a l'expérience. Aujourd'hui c'est un groupe de 8 nageurs qui gagne car il ne faut pas oublier tous ceux qui ont fait ce relais ». Engagé deux jours plus tard sur 100 mètres nage libre, Gilot pour dix centièmes, ne parvient pas à passer les demi-finales avec le 11e chrono en 48 s 49.
Au mois de septembre, Fabien Gilot se fait opérer à une épaule, ce qui le prive des compétitions en petit bassin de la fin de l'année. Cependant, durant cette période, il commente les Championnats d'Europe et les Championnats du monde en petit bassin sur France Télévisions aux côtés d'Alexandre Boyon.

### 2013: dix ans après ses débuts en Catalogne, double médaillé d'or à Barcelone
Avril 2013 est le théâtre des championnats de France disputés à Rennes qui font office de qualification pour les mondiaux de Barcelone. Gilot encore handicapé par son épaule et opéré de l'appendicite qui a retardé le début de sa préparation, n'arrive pas en grande forme mais dans l'espoir d'être suffisamment compétitif dans le but de se qualifier en individuel sur 100 mètres nage libre. Gilot est engagé le premier jour sur 50 mètres papillon, qu'il termine à la 3e place derrière Frédérick Bousquet qui signe le meilleur temps de l'année en 23 s 00 et Florent Manaudou 2e en 23 s 14. trois jours plus tard, il échoue dans son objectif de se qualifier sur 100 mètres nage libre en terminant 3e en 48 s 74 derrière William Meynard (48 s 56) et Yannick Agnel (48 s 62). Il obtient malgré tout sa qualification pour Barcelone au titre du relais plutôt content d'être à ce niveau de performance au vu des épreuves qu'il a traversées depuis le début d'année.
Le 28 juillet 2013, il devient avec ses équipiers Yannick Agnel, Florent Manaudou et Jérémy Stravius champion du monde du relais 4 × 100 mètres nage libre à Barcelone (Espagne), devant les États-Unis et la Russie, Gilot étant auteur du relais le plus rapide de tous les participants en 46 s 90 permettant de relancer un relais jusque-là mal engagé que Jérémy Stravius dernier relayeur parviendra à conclure en tête. Cette performance du nageur de Denain est d'autant plus symbolique qu'elle a lieu dix ans après qu'il a nagé pour la première fois dans le relais 4 × 100 médaillé de bronze dans la même ville de Barcelone en 2003. Gilot homme de base du relais 4 × 100 mètres nage libre est en effet le seul nageur présent sur tous les podiums planétaires des relais tricolores depuis 2003.
Sa performance du relais le place parmi les outsiders du 100 mètres nage libre disputé 2 jours plus tard et dans lequel il n'est aligné qu'à la suite du désistement de Yannick Agnel. Mais comme souvent en individuel, le nageur de Denain ne parvient pas à confirmer les prédispositions entrevues en relais et termine à la 7e place en 48 s 33 et loin des 47 s 71 du vainqueur James Magnussen.
Lors du dernier jour de la compétition, Gilot devient avec ses équipiers Camille Lacourt, Giacomo Perez-Dortona et Jérémy Stravius champion du monde du relais 4 × 100 mètres quatre nages. Parti loin des Américains sur son dernier relais de nage libre et avec peu d'avance sur James Magnussen, Gilot parvient durant son relais à contenir le champion du monde australien et à le devancer ne perdant que onze centièmes. Ce n'est qu'après quelques secondes de joie contenue que les Français découvrent qu'ils sont champions du monde à la suite de la disqualification des Américains pour une prise de relais volée pour quatre centièmes par le jeune brasseur Kevin Cordes. Gilot obtient ainsi sa 7e médaille mondiale (toutes obtenues dans des relais) ce qui en fait, avec Jérémy Stravius, le nageur français le plus médaillé en championnats du monde.

### Jeux olympiques 2024
À partir d'avril 2018, Gilot fait partie de la commission des athlètes, une instance de dix-huit sportifs présidée par Martin Fourcade qui va travailler à la préparation concrète des Jeux olympiques et paralympiques de 2024.

## Divers
Il possède un tatouage sur son bras gauche avec une inscription en hébreu qui signifie « Je ne suis rien sans eux ». Il s'agit d'un hommage à son grand-père, Max Goldschmidt, rescapé des camps d'extermination nazis.
Candidat pour intégrer l'assemblée générale et le comité directeur de la Ligue nationale de rugby en mars 2021, il n'est pas élu.
Il est en 2023 directeur d'une entreprise de courtage en assurances.

## Palmarès

### Jeux olympiques
| Discipline / Année     | Athènes 2004     | Pékin 2008                   | Londres 2012                 | Rio 2016             |
| 100 m nage libre       | -                | 15e des demi-finales 49 s 00 | 11e des demi-finales 48 s 49 | -                    |
| 4 × 100 m nage libre   | 7e 3 min 16 s 23 | Argent 3 min 8 s 32          | Or 3 min 9 s 93              | Argent 3 min 10 s 53 |
| 4 × 100 m quatre nages | -                | 9e des séries 3 min 34 s 78  | -                            | -                    |

### Championnats du monde
En grand bassin
| Discipline / Année          | Barcelone 2003       | Montréal 2005 | Melbourne 2007               | Rome 2009           | Shanghai 2011               | Barcelone 2013   | Kazan 2015           |
| 100 m nage libre            | -                    | -             | -                            | -                   | 5e 48 s 13                  | 7e 48 s 33       | -                    |
| 200 m nage libre            | -                    | -             | 19e des séries 1 min 49 s 59 | -                   | -                           | -                | -                    |
| Relais 4 × 100 m nage libre | Bronze 3 min 15 s 66 | -             | Bronze 3 min 14 s 68         | Bronze 3 min 9 s 89 | Argent 3 min 11 s 14        | Or 3 min 11 s 18 | Or 3 min 10 s 74     |
| Relais 4 × 200 m nage libre | -                    | -             | -                            | -                   | Argent 7 min 04 s 81        | -                | -                    |
| Relais 4 × 100 m 4 nages    | -                    | -             | -                            | -                   | 9e des séries 3 min 36 s 21 | Or 3 min 31 s 51 | Bronze 3 min 30 s 50 |

En petit bassin
- Championnats du monde 2010 à Dubaï (Émirats arabes unis)
  -  Médaille d'or du relais 4 × 100 m nage libre
  -  Médaille d'argent du 100 m nage libre
  -  Médaille de bronze du relais 4 × 200 m nage libre
- Championnats du monde 2014 à Doha (Qatar)
  -  Médaille d'or du relais 4 × 100 m nage libre

### Championnats d'Europe
En grand bassin
| Discipline / Année     | Madrid 2004          | Budapest 2006          | Eindhoven 2008 | Budapest 2010        | Berlin 2014           | Londres 2016     |
| 50 m nage libre        | -                    | -                      | -              | Bronze 21 s 76       |                       | -                |
| 100 m nage libre       | -                    | 10e des séries 49 s 77 | 4e 48 s 83     | -                    | Argent 48 s 36        | -                |
| 4 × 100 m nage libre   | Bronze 3 min 18 s 10 | Bronze 3 min 16 s 53   | -              | Argent 3 min 13 s 29 | Or 3 min 11 s 64 (RC) | Or 3 min 13 s 48 |
| 4 × 200 m nage libre   | -                    | 4e 7 min 18 s 10       | -              | -                    |                       |                  |
| 4 × 100 m quatre nages | -                    | -                      | -              | Or 3 min 31 s 32     | Argent 3 min 32 s 47  | -                |

En petit bassin
- Championnats d'Europe en petit bassin 2008 à Rijeka (Croatie)
  -  Médaille d'argent du 100 m nage libre en 45 s 84
  -  Médaille d'or au relais 4 × 50 m nage libre en 1 min 20 s 77

Juniors
- Championnats d'Europe juniors 2002 à Linz (Autriche)
  -  Médaille d'or au 100 m nage libre
  -  Médaille d'or au 200 m nage libre

### Championnats de France
En grand bassin
| Édition               | Épreuve         | Épreuve         | Épreuve          | Épreuve          | Épreuve          | Épreuve          | Épreuve       | Épreuve       | Épreuve              | Épreuve              | Épreuve              | Épreuve              | Épreuve           | Épreuve           |
| Édition               | 50 m nage libre | 50 m nage libre | 100 m nage libre | 100 m nage libre | 200 m nage libre | 200 m nage libre | 50 m papillon | 50 m papillon | 4 × 100 m nage libre | 4 × 100 m nage libre | 4 × 200 m nage libre | 4 × 200 m nage libre | 4 × 100 m 4 nages | 4 × 100 m 4 nages |
| Chamalières 2001      | –               | –               | –                | –                | –                | –                | –             | –             | 6e                   | 3 min 30 s 98        | –                    | –                    | –                 | –                 |
| Chalon-sur-Saône 2002 | –               | –               | –                | –                | 8e               | 1 min 52 s 73    | –             | –             | 5e                   | 3 min 26 s 53        | Argent               | 7 min 35 s 27        | –                 | –                 |
| Saint-Étienne 2003    | 7e              | 23 s 22         | 6e               | 50 s 67          | –                | –                | –             | –             | Bronze               | 3 min 25 s 34        | Bronze               | 7 min 34 s 92        | 8e                | 3 min 53 s 30     |
| Dunkerque 2004        | –               | –               | 5e               | 50 s 65          | –                | –                | –             | –             | Bronze               | 3 min 24 s 31        | –                    | –                    | –                 | –                 |
| Nancy 2005            | 5e              | 22 s 78         | 5e               | 50 s 57          | –                | –                | –             | –             | –                    | –                    | –                    | –                    | 5e                | 3 min 52 s 03     |
| Tours 2006            | 4e              | 22 s 82         | Argent           | 49 s 57          | Argent           | 1 min 49 s 50    | –             | –             | –                    | –                    | –                    | –                    | –                 | –                 |
| Saint-Raphaël 2007    | –               | –               | Argent           | 48 s 85          | 8e               | 1 min 52 s 82    | –             | –             | Or                   | 3 min 15 s 54        | Or                   | 7 min 18 s 03        | Or                | 3 min 39 s 78     |
| Dunkerque 2008        | –               | –               | Bronze           | 48 s 02          | –                | –                | –             | –             | Or                   | 3 min 14 s 81        | –                    | –                    | Argent            | 3 min 40 s 93     |
| Montpellier 2009      | 4e              | 21 s 65         | 5e               | 48 s 18          | –                | –                | –             | –             | –                    | –                    | –                    | –                    | Or                | 3 min 34 s 63     |
| Saint-Raphaël 2010    | Argent          | 21 s 97         | Or               | 48 s 52          | –                | –                | Bronze        | 23 s 92       | –                    | –                    | Or                   | 7 min 28 s 97        | –                 | –                 |
| Schiltigheim 2011     | Bronze          | 22 s 09         | Or               | 48 s 34          | –                | –                | 4e            | 23 s 96       | –                    | –                    | –                    | –                    | Argent            | 3 min 39 s 63     |

En petit bassin
| Édition               | Épreuve         | Épreuve         | Épreuve          | Épreuve          | Épreuve          | Épreuve            | Épreuve        | Épreuve        |
| Édition               | 50 m nage libre | 50 m nage libre | 100 m nage libre | 100 m nage libre | 200 m nage libre | 200 m nage libre   | 100 m papillon | 100 m papillon |
| Dunkerque 2005        | Bronze          | 22 s 27         | Bronze           | 48 s 76          | Argent           | 1 min 47 s 53      | –              | –              |
| Chalon-sur-Saône 2005 | 7e              | 22 s 33         | 4e               | 48 s 83          | –                | –                  | –              | –              |
| Istres 2006           | –               | –               | Or               | 47 s 66          | Or               | 1 min 43 s 66 (RF) | –              | –              |
| Nîmes 2007            | –               | –               | Bronze           | 47 s 56          | –                | –                  | –              | –              |
| Angers 2008           | 4e              | 21 s 11         | Bronze           | 46 s 33          | –                | –                  | –              | –              |
| Chartres 2010         | Argent          | 21 s 35         | Or               | 46 s 48          | –                | –                  | Or             | 51 s 62        |

## Records personnels
| Épreuve                     | Temps         | Compétition               | Lieu                | Date       |
| 50 mètres nage libre        | 21 s 65       | Championnats de France    | Montpellier,France  | 26/04/2009 |
| 100 mètres nage libre       | 47 s 73       | Championnats du monde     | Rome,Italie         | 20/07/2009 |
| 200 mètres nage libre       | 1 min 48 s 23 | Coupe de France - Etape 1 | Montpellier, France | 25/11/2007 |
| 50 mètres papillon          | 23 s 71       | Championnats de France    | Montpellier, France | 22/04/2009 |
| 100 mètres nage libre lancé | 46 s 90       | Championnats du monde     | Barcelone, Espagne  | 28/07/2013 |
| 200 mètres nage libre lancé | 1 min 47 s 35 | Championnats du monde     | Shanghai, Chine     | 29/07/2011 |

| Épreuve                     | Temps         | Compétition                                   | Lieu                       | Date       |
| 50 mètres nage libre        | 21 s 11       | Championnat de France                         | Angers, France             | 05/12/2008 |
| 100 mètres nage libre       | 45 s 81       | Championnat d'Europe                          | Rijeka, Croatie            | 12/12/2008 |
| 200 mètres nage libre       | 1 min 43 s 58 | Championnat Régional Interclubs - Côte d'Azur | Istres, France             | 23/12/2007 |
| 50 mètres nage libre lancé  | 20 s 33       | Championnat d'Europe                          | Rijeka, Croatie            | 14/12/2008 |
| 100 mètres nage libre lancé | 44 s 92       | Championnat Régional Interclubs - Côte d'Azur | Istres, France             | 20/12/2008 |
| 200 mètres nage libre lancé | 1 min 42 s 55 | Championnats du monde                         | Dubaï, Émirats arabes unis | 16/12/2010 |

## Récompenses et distinctions

### Décorations
- Chevalier de la Légion d'honneur en 2013[82]